# Elisabeth Böhm (Architektin)

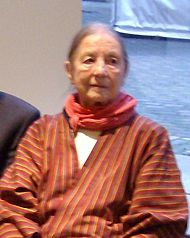
Elisabeth Böhm, 2009

Elisabeth Böhm (geb. Haggenmüller; * 18. Juni 1921 in Mindelheim; † 6. September 2012 in Köln) war eine deutsche Architektin. Sie war die Ehefrau von Gottfried Böhm und die Mutter der Architekten Stephan, Peter und Paul sowie des Künstlers Markus Böhm. Sie war mitverantwortlich für zahlreiche realisierte Böhm-Bauten und eine Reihe von unverwirklichten Projekten, blieb aber als Frau in der berühmten Architektenfamilie stets im Hintergrund.
Im Jahr 2000 wurde sie vom Kölner Architekten- und Ingenieurverein mit einer Ehrenplakette für ihr Lebenswerk ausgezeichnet.

## Leben und Werk

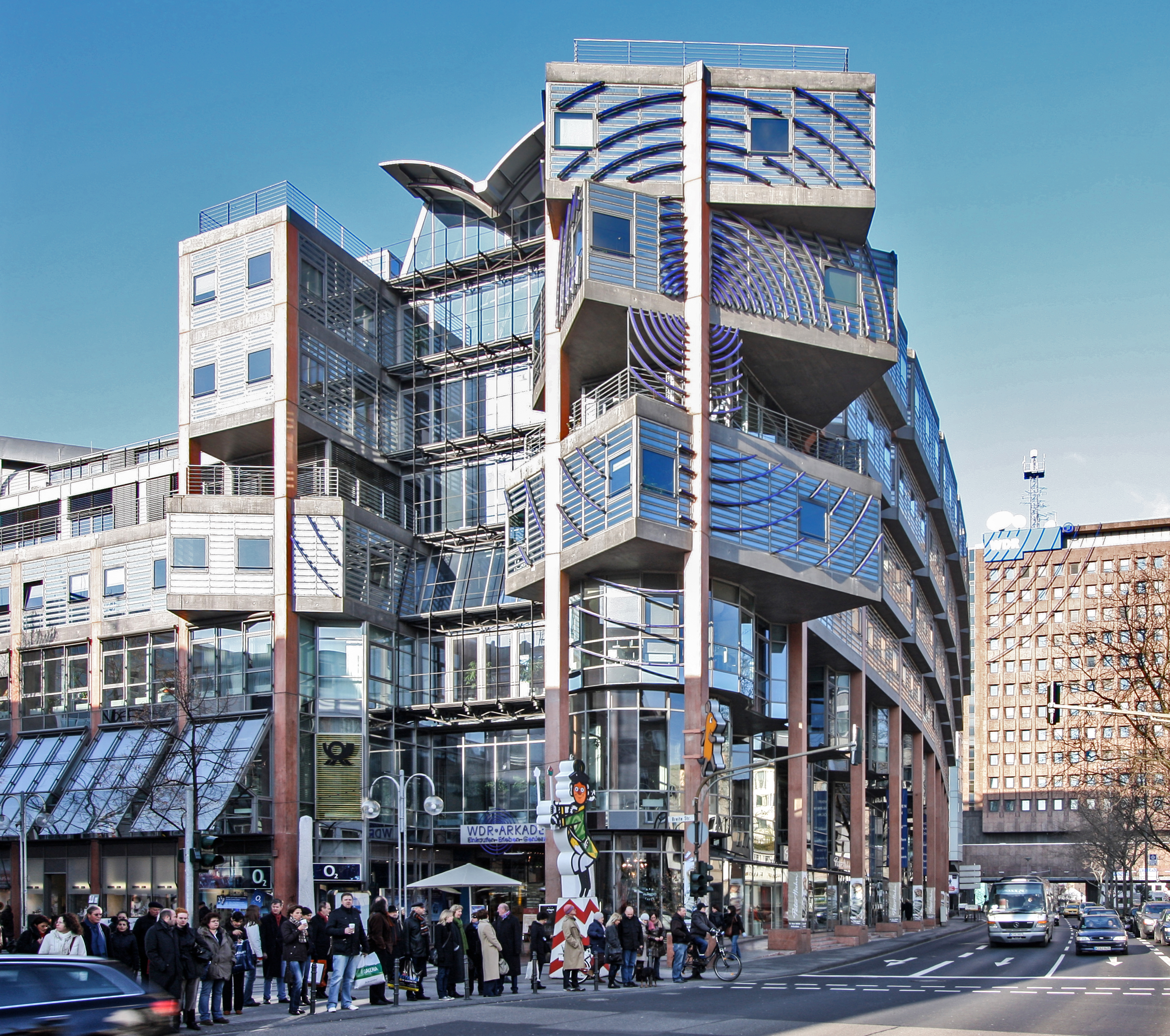
WDR-Arkaden Köln

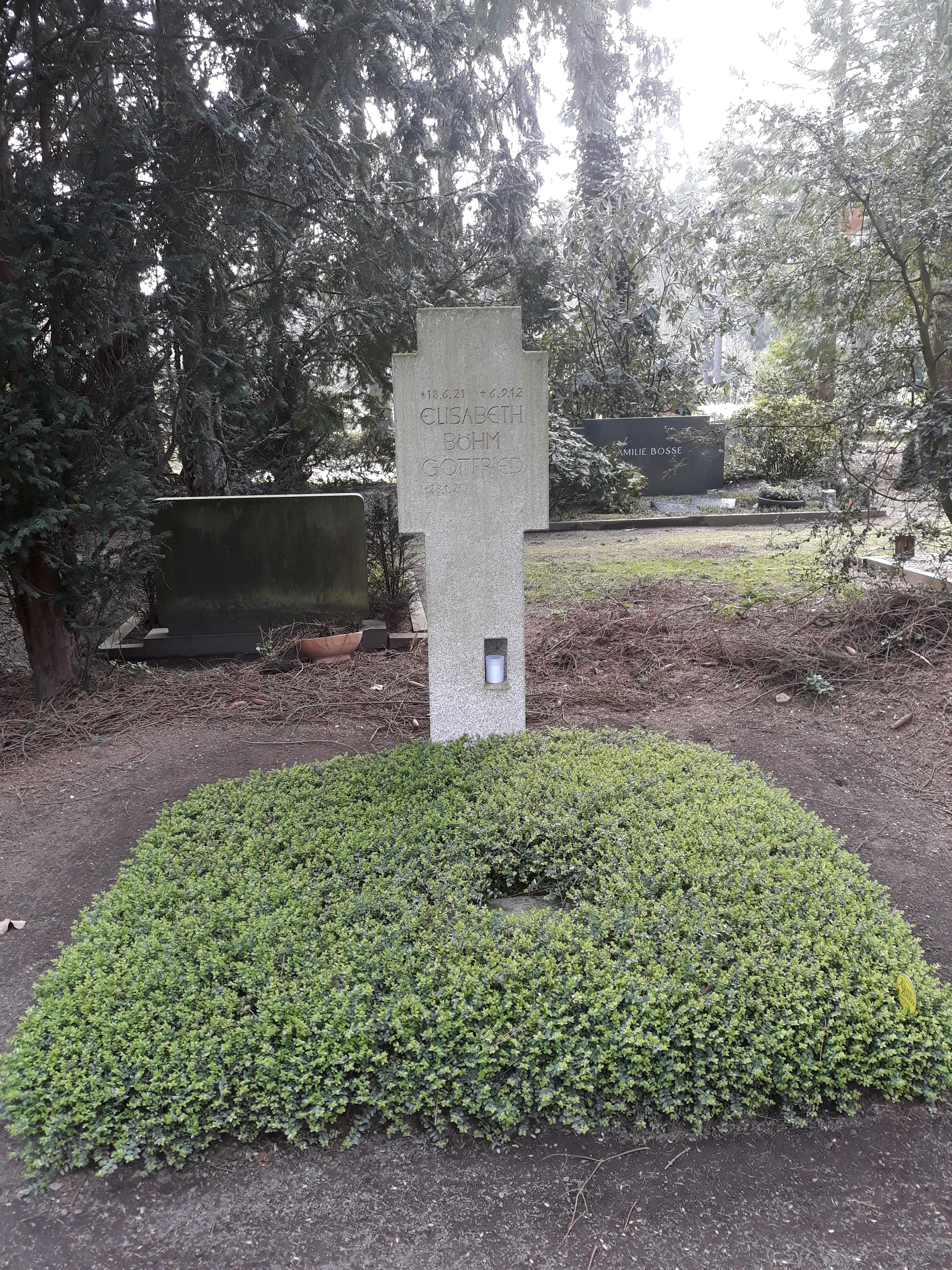
Familiengrab Böhm auf dem Kölner Südfriedhof: Grab von Elisabeth Böhm.

Elisabeth Haggenmüller wurde 1921 als Tochter des Goldschmiedes Georg Haggenmüller und seiner Frau Magdalena Haggenmüller in Mindelheim geboren. Ihren frühen Wunsch, Architektin zu werden („wenn ich ein Bub wär“), konnte sie nach ihrem Abitur 1942 in München durch die Aufnahme eines Architekturstudiums zunächst umsetzen. 1944 musste sie ihr Studium unterbrechen, weil Frauen an Universitäten nicht mehr erwünscht waren. Sie absolvierte ein Praktikum in einem Innsbrucker Architekturbüro und setzte ihr Studium nach Kriegsende fort. 1946 schloss sie es mit einer Diplomarbeit, in der sie eine Siedlung für Künstler und Handwerker entwarf, mit Auszeichnung ab. Im Anschluss an das Studium absolvierte Elisabeth Haggenmüller ein Praktikum im Kaufbeurener Stadtbauamt.
Während des Studiums lernte sie ihren späteren Ehemann Gottfried Böhm kennen, der in dieser Zeit noch zwischen einem Berufsweg als Architekt oder Bildhauer schwankte. Von einigen Autoren wird es dem Einfluss von Elisabeth Haggenmüller zugeschrieben, dass Böhm sich schließlich der Architektur zuwandte.
Nach der Heirat im Jahr 1948 arbeitete sie mit ihrem Ehemann im von Dominikus Böhm übernommenen Architekturbüro zusammen, als Ehefrau jedoch nicht offiziell als Mitarbeiterin. Nach der Geburt von vier Söhnen in den Jahren 1950 bis 1959 war Elisabeth Böhm primär mit Haushalt und Erziehung beschäftigt; erst als auch die Söhne ihre Berufslaufbahn einschlugen, war sie wieder mehr im Büro Böhm tätig.
Ihre Schwerpunkte lagen vor allem im Entwurf von Wohnhäusern und Siedlungen sowie der Gestaltung von Innenräumen. So entwarf sie etwa die Innenraumgestaltung der Godesburg, des Bensberger Rathauses und der Kauzenburg. Bei der Erweiterung des Stuttgarter Theaters (1984), bei dem Gottfried Böhm sein vollständiges Projekt für die eigentliche Theaterraumgestaltung nicht durchsetzen konnte, stammte die schließlich realisierte Erweiterung des Foyers als kreisrunder Pavillon vornehmlich von ihr.
In den 1980er Jahren folgten diverse eigenständige Wohnraumprojekte und 1991 die Umgestaltung der bulgarischen Botschaft der Europäischen Union in Straßburg. In dieser Zeit entstanden ebenso Entwürfe für Villen in Italien. Die bulgarische Botschaft beim Vatikan blieb im Projektstadium.
Maßgeblich beteiligt war Elisabeth Böhm am Entwurf für die WDR Arkaden in Köln, die – sehr untypisch für Gottfried Böhm – einen „erfrischend“ dekonstruktivistischen Charakter haben und als besonders vielseitiges Projekt gelten.
Elisabeth Böhm lebte und arbeitete in Köln, sie ist auf dem Kölner Südfriedhof begraben.

## Dokumentarfilm
- Die Böhms – Architektur einer Familie (2014)